# 網球賽事委員會

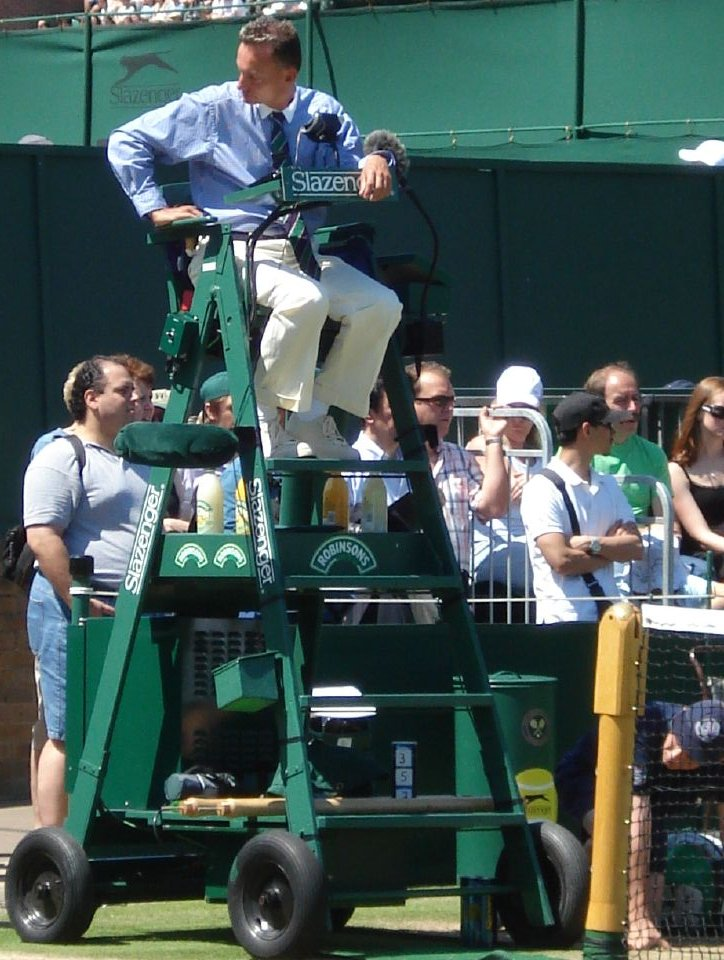
溫布頓比賽期間，坐在高椅上的主裁判。

在網球比賽中，需要一個官方的組織機構，根據國際網球聯合會的規章制度來組織一項賽事，同時包括給球員提供各種其他的服務。這個官方的機構或賽事的主辦單位被稱為網球賽事委員會。
為了舉辦一項高水平的網球賽事，在指定的時間內，一項賽事的官方主辦單位可以同時多達11個。 根據這些主辦單位自身的特點和條件再進行分類，不同的部門有不同的分工，目的是確保一項賽事能夠如期舉行。然而，也很多比賽在沒有官方機構的情況下直接進行。

## 資格證明
這些賽事組織單位的權利由該國相關的政府部門賦予。而國際網球聯合會則為該賽事提供裁判長、主裁判、司線裁判等。 ITF所授予的資格或「徽章」可以分為四個等級。第一級為「白色徽章」，授予國家級別的或是在一項賽事中級別最高的委員會。另外三種徽章分別是「銅牌徽章」（只授予主裁判），「銀牌徽章」和「金牌徽章」，這三種徽章運用在國際的比賽中，比如ITF最高級別的比賽大滿貫、職業網球聯合會和女子網球聯合會的比賽，戴維斯盃和聯合會盃等國家隊的比賽中。

## 主裁判
主裁判也叫主審，其主要職責是解決賽場上出現的問題。例如球的落點是否出界，司線裁判是否合理判罰球員踩線等。在比賽的過程中，司線裁判會出現誤判的情況，這個時候主裁判確定司線裁判屬於誤判，那麼他有權利更改司線的判罰。主裁判通常坐在賽場中間的高椅上，以便看清楚球的落點以及球員是否有違規的行為。而球員在得分之後，主裁判則需要報出兩人的比分、局分、盤分等，賽場邊上的比分提示板的數據更改，也由主裁判負責。另外如果球員有意或無意拖延比賽的時間或進程，主裁判都有權對該球員做出警告。

## 司線裁判

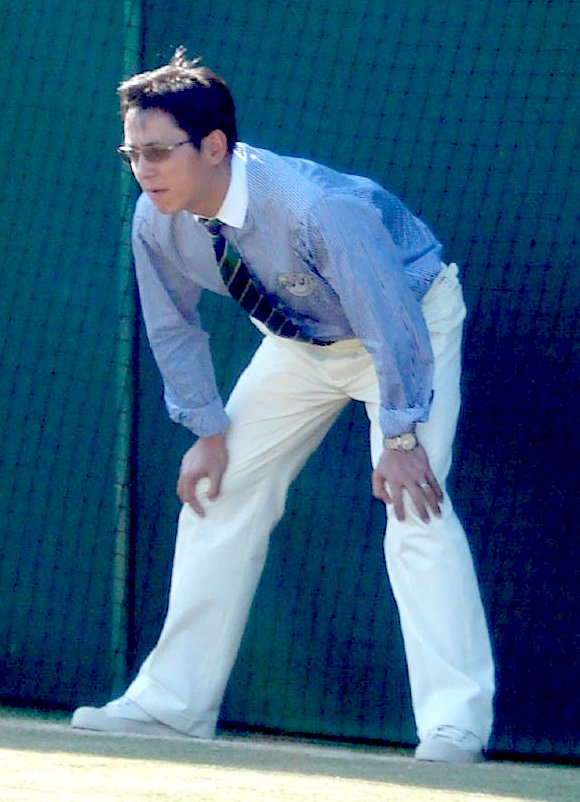
集中注意力盯住邊線的司線裁判。

司線裁判也叫線審，其主要職責是判罰球的落點是否出界。尤其是球落在邊線附近的判罰，因為這往往決定著球員是否能得分，也是司線裁判容易出錯的地方。一場比賽中球場周邊共有9個線審和11個線審。一般大滿貫的比賽有11個線審，球場前後各有3個線審，主要職責是判罰球員發球是否出界；左右兩邊各有2個線審，主要判罰球員擊球的落點是否出界；另外一個線審為坐在主裁旁邊，主要判罰球員的球是否有擦網。但這個司線的功能正被主裁所替代，一般球員如果發球擦網有進的話，主裁會根據網袋是否發出警報聲而讓球員重新發球，重新發球的指令為“Let”。9人線審則是一般的巡迴賽，即球場前後兩邊的司線各減少到2個。

## 場外裁判

### 裁判
場外裁判的職責是確保比賽公平進行，以及監督球員比賽期間是否有按照ITF的規則。這些裁判會監督球員的整體面貌和姿勢，以及在球場上的動作表現。另外裁判也監視主裁判、司線裁判、周邊觀眾以及各行政單位人員的一切動態。不管比賽的情況怎麼樣，這些裁判都必須出現在現場。
裁判長與裁判擁有該賽事的最終解釋權和決定權。 如主裁判是否公平判罰、如何確定該球是否屬於「制勝分」，球員是否屬於「過網擊球」等，最終的結果裁定都屬於這些裁判的職責。任何球員如果對於主裁判的判罰不滿，或是主裁判的解釋無法說服球員自己，都可以向場外裁判或其助理進行申訴。而場外裁判會根據主裁判的判罰依據，主裁判、司線裁判以及球員三方的陳述做最後的裁決。
場外裁判同時還負責賽事籤表的製作，根據規則為球員舉行抽籤儀式。種子球員首輪輪空，是否決定給某些球員「外卡」等，都由這些場外裁判負責。籤表出來之後，他們要即時告知賽事組織者，並對外公佈賽程的安排。而隨著技術的發展，以前這些人為的操作都被電腦程序所替代，電腦會根據球員的線上資料做種子排序，從而製作出一張完整的籤表。比賽期間，場外裁判還有一項獨有的權利，即根據天氣情況或是突發狀況有權決定是否終止或暫停比賽。
裁判長和裁判一般在中場休息的時間會被鏡頭帶到，他們一般坐在比較靠近球場的位置。由於複雜的賽事規則，如果球員申請醫療暫停，這些裁判便會出現在場邊進行指導，最後跟隨運動員離場進行醫療暫停。裁判有必要向球員及其訓練師解釋整個傷停的過程，交代傷停的時長以及不能申請額外的時間。這是為了保證比賽公平進行，防止球員假借醫療暫停做出有意拖延比賽節奏的事情。

### 裁判長
裁判長是場外裁判的最高決策者，比賽出現的難以調和的問題，都最終由裁判長解決。在一場比賽中，在有需要的情況下，裁判長有權任命、替換或重新分配主裁判和司線裁判。裁判長的主要職責是在大型的比賽中，負責募集、僱用人員和成立賽事委員會。在比賽期間，裁判長會分配主裁判到不同的比賽場地中去，統領委員會的裁判。裁判長還需蒐集在比賽結束之後主裁判手中的記分卡，這樣在新聞發佈會的時候可以提供給有需要的媒體。

## 主裁判列表

### 女子
- Mariana Alves
- Marijana Veljović
- Eva Asderaki
- Marija Čičak
- Louise Engzell
- Alison Hughes
- 張娟 (Juan Zhang)

### 男子
| - Gerry Armstrong - Carlos Bernardes - Damien Dumusois - Mohamed El Jennati - Jake Garner - Lars Graff （2012年年終總決賽之後退役） - Richard Haigh - Roland Herfel | - Emmanuel Joseph - James Keothavong - Mohamed Lahyani （伊斯內爾-馬胡特的比賽的主裁） - Pascal Maria - Enric Molina - Gianluca Moscarella - Cédric Mourier | - Fergus Murphy - Ali Nili - Kader Nouni - Nicolas Helwerth - Carlos Ramos （2018年美國網球錦標賽女單決賽的主裁。） - Damian Steiner - Steve Ullrich |  |

## 資料來源
1. ↑   (PDF). International Tennis Federation.   [September 30, 2012]. （原始内容 (PDF)存档于2019-05-09）.
2. ↑   (PDF). International Tennis Federation.   [2014-04-07]. （原始内容存档 (PDF)于2019-06-26）.
3. ↑  .   [2014-04-07]. （原始内容存档于2021-04-13）.
4. ↑   (PDF).[永久]
5. ↑  USTA Regulation VI.F.1 from FAC
6. ↑  . ITF.   [30 September 2012]. （原始内容存档于2016-04-07）.
7. ↑  Appendix V of The 2012 ITF Rules of Tennis （页面存档备份，存于）
8. ↑  USTA Regulation III.B.8 from FAC
9. ↑  USTA Regulation VI.B from FAC